# La muerte y el escultor
La muerte y el escultor (en inglés, Death and the Sculptor), también conocido como el Monumento de Milmore y El ángel de la muerte y el joven escultor es una escultura en bronce, y una de las obras de arte más importantes e influyentes creadas por el escultor Daniel Chester French. El trabajo se encargó para marcar la tumba en el cementerio de Forest Hills en Jamaica Plain, Boston, Massachusetts (Estados Unidos), de los hermanos Joseph (1841–1886), James y Martin Milmore (1844–1883). Tiene dos figuras efectivamente en redondo, unidas a un relieve de fondo detrás de ellas. La figura de la derecha representa a un escultor, cuya mano que sostiene un cincel está retenida suavemente por los dedos de la figura de la izquierda, que representa a la Muerte, aquí mostrada como una mujer alada.

## Temas
Los hermanos Milmore emigraron a los Estados Unidos desde Irlanda en 1851, Joseph se convirtió en tallador de piedra y Martin en escultor. Colaboraron con frecuencia en encargos, siendo el más notable la Esfinge de granito (1873) que reside en cementerio de Mount Auburn.

## Descripción

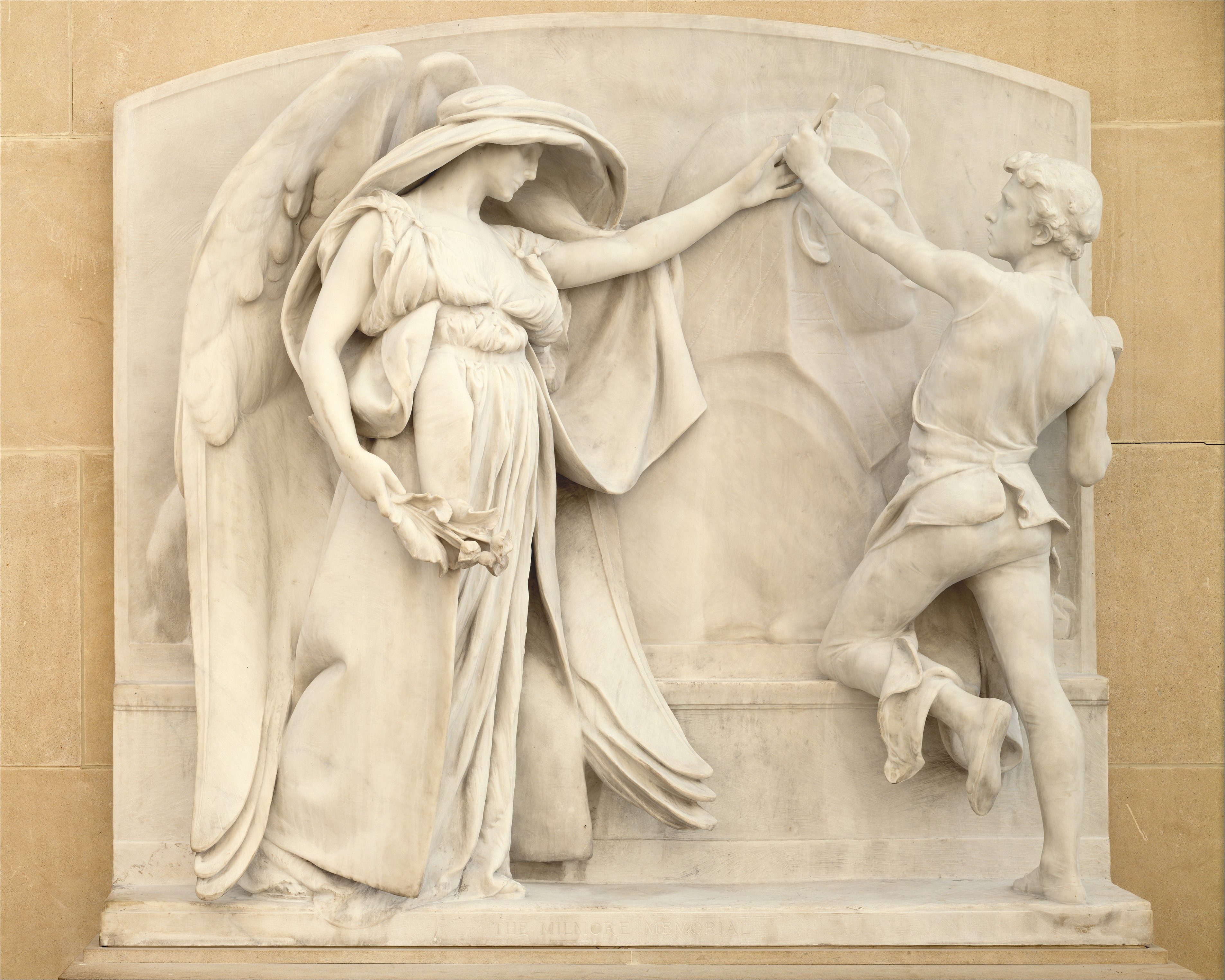
Versión de mármol en el Museo Metropolitano de Arte

El monumento de French, encargado en 1889 y dedicado en 1893, muestra al Ángel de la Muerte tomando suavemente la mano de un escultor o tallador de piedra que está trabajando en una figura de esfinge muy parecida a la que crearon los hermanos.
Cuando el yeso de la obra estaba en París para ser fundido en bronce, se exhibió en varios salones, incluido el Salón de Champs de Mars, donde se le otorgó una medalla de tercera clase, "solo la segunda vez que un estadounidense ha sido tan honrado por el mundo del arte parisino".
El entorno arquitectónico fue diseñado inicialmente por el arquitecto C. Howard Walker, pero fue rediseñado por el colaborador frecuente de French, Henry Bacon, en 1914, y finalmente reemplazado en 1945 por uno diseñado por la firma de Boston de Andrews, Jones Boscoe and Whitmore, momento en el cual la ubicación del monumento fue cambiado. La parte de bronce fue fundida en París por Gruet Foundry. French y la familia Milmore acordaron que se hicieran otros cuatro moldes de la pieza, que fueron a museos en Chicago, Filadelfia, Boston y San Luis.
La versión en yeso de Chicago se exhibió en la Exposición Mundial Colombina, donde recibió buenas críticas. Esta fue destruida en 1949.
En 1917 se realizó otra versión de la obra, esta vez en mármol para el Museo Metropolitano de Arte de Nueva York. Fue tallado por los hermanos Piccirilli, quienes tallaron prácticamente todos los mármoles de French.